# Anthracoderma hookeri
Anthracoderma hookeri är en svampart som beskrevs av Speg. 1887. Anthracoderma hookeri ingår i släktet Anthracoderma, divisionen sporsäcksvampar och riket svampar.   Inga underarter finns listade i Catalogue of Life.